# Leioproctus xanthozoster
Leioproctus xanthozoster là một loài Hymenoptera trong họ Colletidae. Loài này được Maynard mô tả khoa học năm 1997.